# Es Caló de Sant Augustì
Es Caló di Sant Augustì è un piccolissimo villaggio dell'isola di Formentera con un minuscolo, e molto caratteristico, porticciolo di pescatori ed è stato uno dei primi centri dell'isola a essere colonizzato dal turismo. Precedentemente era sede dell'unico porto mercantile dell'isola e scalo di carenaggio per le imbarcazioni d pesca.
L'appellativo Sant Augustì risale alla presenza nella zona di un antico monastero del XIV secolo, monastero di cui oggi non vi è più alcuna traccia.
Da Es Caló parte un sentiero lastricato, chiamato Cammino Romano, risalente alla dominazione romana e una dei pochi resti di quel periodo.